# リンボー (兵器)

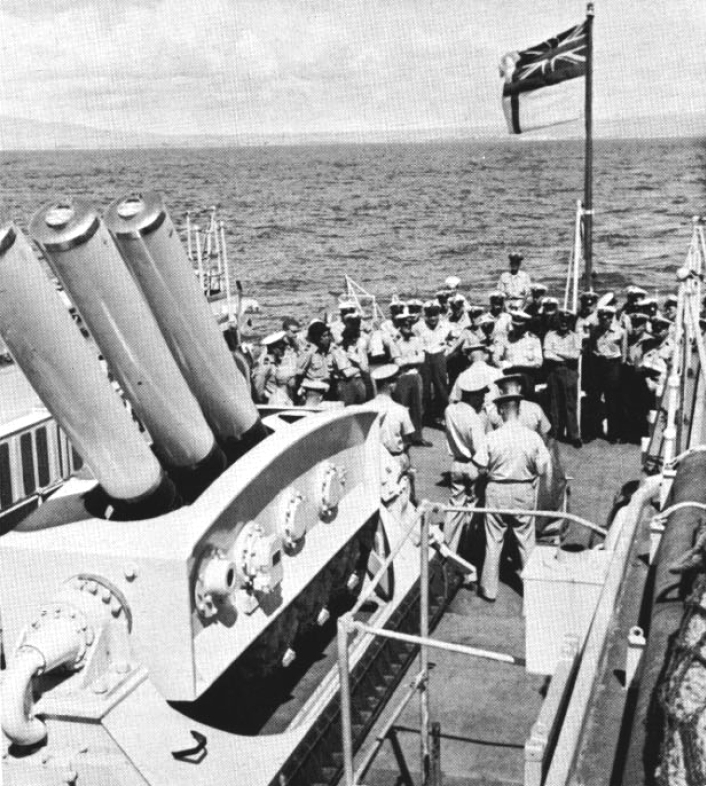
リンボー対潜迫撃砲

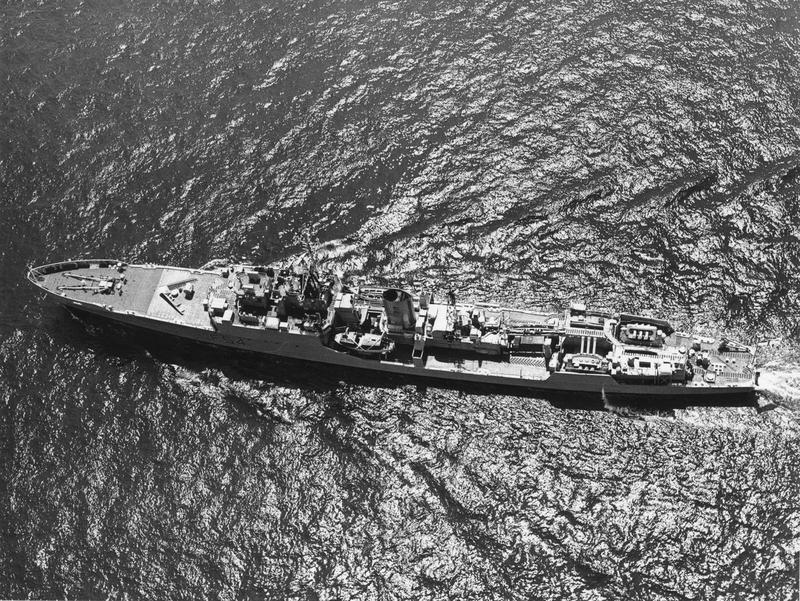
14型フリゲート「ハーディ」の後部甲板に設置されたリンボー対潜迫撃砲

リンボー (英語: Limbo) は、イギリスで開発された対潜迫撃砲。

## 概要
第二次世界大戦中にイギリス海軍で広く用いられていたスキッドの後継として戦後開発された。開発段階では迫撃砲D（Mortar D）あるいは迫撃砲Mk.10（Mortar Mark 10）と称されており、当初は単装の速射砲として検討されていたが、のちにスキッドと同じ3連装式に変更された。
計画段階では射程250–2,000ヤード (230–1,830 m)とされていたが、これは380–1,000ヤード (350–910 m)に下方修正された。砲弾飛距離の調節は、砲身のガス抜き穴の調節によって行われる。
水中攻撃指揮用のソナーとしては、スキッドの147型ソナーにかえて、新型の170型ソナー（通称フォー・スクエア）が用いられた。ソナーコントロール室（大抵の軍艦ではCICに隣接して設置）からの遠隔操作によって射撃を行う。
リンボーは航行時の波浪から保護するために、専ら艦上構造物より後部の後部甲板に設置された。リンボーはスキッドと同様に前装式であるが装填作業は自動化されており、横方向に90度砲身を倒した状態から、砲口部分に設置された弾薬庫から機力装填される。この装填機構の関係上、リンボーとその弾薬庫は艦幅をほぼいっぱいに使うことになるため、リンボーを2基装備する場合には、左右両舷のリンボーとその弾薬庫が干渉しないように前後にずらして互い違いに設置する必要があった。このため、リンボーを2基搭載する場合には艦の前後方向にも一定のスペースを必要とした。
1960-70年代に水上戦闘艦の新たな対潜兵器として艦載ヘリコプターの普及が進むに連れて、後部甲板はヘリコプターの格納庫や発着甲板へ割り当てられるようになり、新造艦へのリンボーの搭載は行われなくなってゆく。既存の艦艇でもヘリコプターを搭載可能なように格納庫と発着甲板を新たに設置、若しくはより大型のヘリコプターを運用可能なように拡大する際に、スペースを確保するためにリンボーを2基から1基に削減するか撤去する事例が続出するようになる。
イギリス海軍では、1990年代まで使用されていた。

## 主要諸元
- 口径：305 mm
- 砲弾重量：177 kg
- 炸薬量：94 kg
- 射程：366 〜 910 m
- 沈降速度：13.3 m/s
- 装置重量：25,000 kg

## 搭載艦
イギリス海軍
- ブリストル (82型駆逐艦)
- 14型フリゲート
- 15型フリゲート
- ホイットビィ級フリゲート
- ロスシー級フリゲート
- リアンダー級フリゲート
- 81型フリゲート

 インド海軍
- ククリ級フリゲート
- タルワー級フリゲート (12型フリゲート)
- ニルギリ級フリゲート

 オーストラリア海軍
- ヴォイジャー級駆逐艦
- リバー級護衛駆逐艦

 カナダ海軍
- サン・ローラン級駆逐艦
- レスティゴーシュ級駆逐艦
- マッケンジー級駆逐艦
- アナポリス級駆逐艦
- イロクォイ級ミサイル駆逐艦（TRUMP改修により撤去）

 オランダ海軍
- ファン・スペイク級フリゲート（近代化改修により撤去）

 イラン海軍
- サーム級 (アルバンド級) フリゲート

 リビア海軍
- フリゲート「ダット・アサワリ」